# Wady drewna

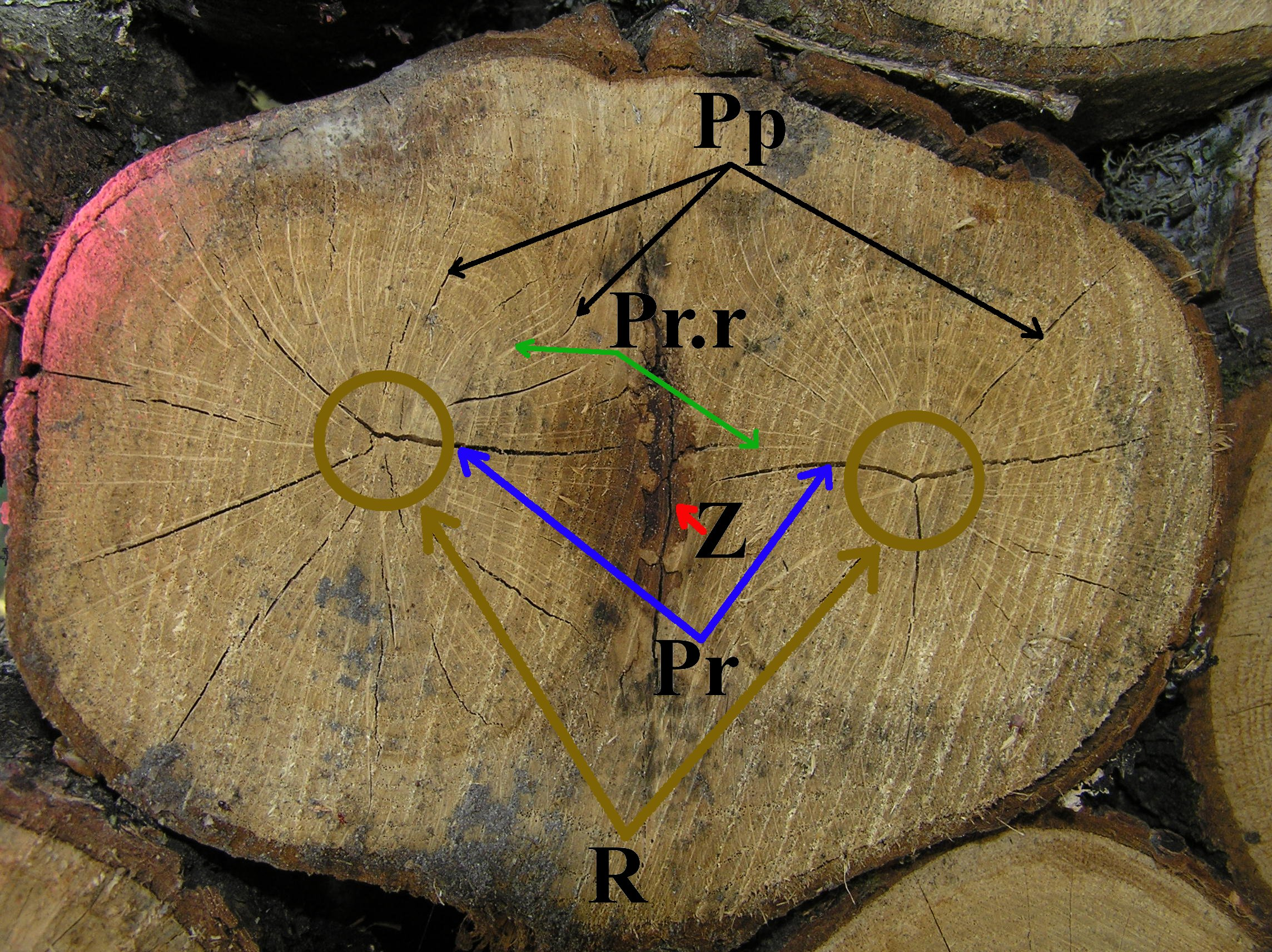
Przykład kilku wad występujących jednocześnie na jednym przekroju poprzecznym pnia dębu:
Pp – pęknięcia promieniowe,
Pr – pęknięcia rdzeniowe,
R – dwurdzenność,
Z – zakorek,
Pr.r – element budowy – promień rdzeniowy.
Cały przekrój cechuje spłaszczenie.

Paczenie się materiałów tartych w zależności od miejsca położenia w kłodzie:
1 – tarcica boczna,
2 – słoje roczne wzdłuż przekątnej,
3 – deski promieniowe,
4 – deski zawierające rdzeń.

Wady drewna – anomalie budowy drewna, wszelkie jego uszkodzenia lub inne wrodzone i nabyte cechy, które obniżają jego wartość techniczną i ograniczają zakres użyteczności. Z punktu widzenia przerobu surowca drzewnego drewno powinno mieć kształt walca, równomierną słoistość, przebieg włókien równoległy do podłużnej osi, oraz nie powinno mieć sęków (gałęzi).
Wada drewna jest pojęciem względnym: jakaś cecha drewna może być uznana za ewidentną wadę w jednym sortymencie, w innym może stanowić wyjątkową zaletę. Przykładem są poszukiwane wady, w których budowa, rysunek i barwa drewna są nieregularne czy faliste – drewno z taką wadą jest cenione w wyrobach artystycznych, boazeriach, niektórych okleinach. To samo drewno w elementach konstrukcyjnych nie znajdzie zastosowania z uwagi na słabą wytrzymałość. Innym przykładem jest spróchniałe (zgnilizna miękka drewna) drewno drzew liściastych poszukiwane w pszczelarstwie do podkurzaczy, którego wytrzymałość jest znikoma.
Niektóre wady są biologicznie nieuniknioną cechą. Przykładem są sęki – miejsca po odciętych lub obumarłych gałęziach, które zakłócają jednolitość budowy i tym samym zmniejszają użyteczność drewna, jednocześnie gałęzie są niezbędne do podtrzymywania aparatu asymilacyjnego drzew. Innym przykładem jest zmniejszanie się średnicy drzewa ku górze – zbieżystość.

## Geneza wad drewna
Wady drewna powstają lub powiększają się w wyniku działania różnych czynników. Przykładem pozytywnego wpływu człowieka na budowę pnia mogą być przeprowadzone zabiegi hodowlane w lasach gospodarczych. Niewłaściwe wykonanie np. trzebieży może prowadzić do nadmiernej zbieżystości, zwiększenia sękatości, skręcenia drzew, czy zranień, następstwem których mogą być zgnilizny. Wady te mogą powstać zarówno na drzewach ściętych, jak i pozostawionych po trzebieży. Właściwa konserwacja drewna umożliwia zapobieganie uszkodzeniom przez owady czy zgniliznom zarówno w formie przetartej, jak i w postaci drewna okrągłego.

## Podział wad drewna
Zależnie od czasu powstania można wyróżnić wady:
- pierwotne tworzące się za życia drzewa,
- wtórne powstałe po ścięciu drzewa (w lesie, na składnicy, w toku obróbki).

Wszystkie wady pierwotne będą występowały również po ścięciu drewna. W odpowiednich normach (PN-79/D-01011) podział wad drewna został oparty na dwóch kryteriach: na rodzaju uszkodzenia i na przyczynie powstania wady. Według tej normy wyróżnia się następujące grupy wad:
- sęki (zobacz też: sękatość):
  - zarośnięte: guzy • brewki • róże
  - otwarte:
    - w zależności od stopnia zrośnięcia: zrośnięte • częściowo zrośnięte • niezrośnięte
    - w zależności od stanu zdrowotnego: zdrowe • nadpsute • zepsute
    - w zależności od stopnia zgrupowania: pojedyncze • skupienie sęków

- pęknięcia:
  - czołowe: rdzeniowe • okrężne
  - boczne: desorpcyjne • mrozowe
  - czołowo-boczne: niegłębokie • głębokie • przechodzące
  - opuklina

- wady kształtu:
  - zbieżystość • krzywizna • spłaszczenie • zgrubienie odziomkowe • napływy korzeniowe • rak • obrzęk

- wady budowy:
  - zabitka • zakorek • przeżywiczenie • pęcherz żywiczny • drewno ciągliwe • twardzica • nierównomierna szerokość słojów rocznych • wielordzenność • mimośrodowość rdzenia • skręt włókien
  - drewno reakcyjne: drewno ciągliwe • twardzica

- zabarwienia:
  - pochodzenia biotycznego: sinizna • fałszywa twardziel • zaparzenie drewna • wewnętrzny biel • czerwień bielu • brunatnica
  - pochodzenia abiotycznego: zaciągi garbnikowe • zabarwienia po spławie • plamy wodne

- zgnilizny:
  - zgnilizna twarda: zgnilizna twarda jasna • zgnilizna twarda ciemna • zgnilizna twarda różnobarwna • zgnilizna twarda czerwona
  - zgnilizna miękka: zgnilizna korozyjna • zgnilizna destrukcyjna • zgnilizna korozyjno-destrukcyjna
  - w zależności od umiejscowienia na przekroju pnia: zgnilizna zewnętrzna • zgnilizna wewnętrzna • zgnilizna rozrzucona
  - w zależności od umiejscowienia wzdłuż pnia: zgnilizna strzały • zgnilizna odziomkowa
  - dziupla

- uszkodzenia mechaniczne:
  - pochodzenia biologicznego: chodniki owadzie • uszkodzenia przez ptaki
  - pochodzenia antropogenicznego: obecność ciał obcych • odarcie kory • zwęglenia • zaciosy • spała żywiczarska

## Literatura
- Franciszek Krzysik, Nauka o drewnie, PWN, Warszawa 1978;
- Jerzy Szczuka, Jan Żurowski, Materiałoznawstwo przemysłu drzewnego, WSiP, Warszawa 1995, ISBN 83-02-05326-0.
- Marian Kubiak, Zbigniew Laurow, Surowiec drzewny, Fundacja rozwój SGGW, Warszawa 1994, ISBN 83-86241-33-0.
- Norma Wady drewna PN-79/D-01011;
- Karol Mańka, Fitopatologia leśna, PWRiL, Warszawa 1992, ISBN 83-09-01507-0.
- Mała encyklopedia leśna, PWN, Warszawa 1991, ISBN 83-01-08938-5.
- Poradnik leśniczego, Świat, Warszawa 1991;
- Słownik encyklopedyczny leśnictwa, drzewnictwa, ochrony środowiska, łowiectwa oraz dziedzin pokrewnych, Warszawa 1996, ISBN 83-00-028525-0.
- Jan Dominik, Jerzy Strarzyk, Stanisław Kinelski, Robert Dzwonkowski, Atlas owadów uszkadzających drewno, Multico, Warszawa 1998, ISBN 83-7073-157-0.
- Jerzy Krupka, Ryszard Dzieciołowski, Zygmunt Pielowski, Łowiectwo, PWRiL, Warszawa 1989, ISBN 83-09-01139-3.